# 伊兰茨
伊兰茨是瑞士格劳宾登州歷史上的一座市镇，人口约2千（2003年）。2014年1月1日，伊兰茨與其他市镇合併為一個新的市鎮。